# Tiếng Melanau
Tiếng Melanau là một ngôn ngữ Nam Đảo được nói ở vùng duyên hải châu thổ Rejang tại tây bắc Borneo (Sarawak, Malaysia và Brunei). Tiếng Melanau có nhiều phương ngữ—Mukah-Oya, Balingian, Bruit, Dalat, Igan, Sarikei, Segahan, Prehan, Segalang, và Siteng.

## Ngữ âm

### Phụ âm
Tiếng Melanau có các phụ âm sau.
|               |               | Đôi môi | Lưỡi trước | Vòm | Ngạc mềm | Lưỡi gà | Thanh hầu |
| ------------- | ------------- | ------- | ---------- | --- | -------- | ------- | --------- |
| Tắc- Tắc xát  | Vô thanh      | p       | t          | tʃ  | k        |         | ʔ         |
| Tắc- Tắc xát  | Hữu thanh     | b       | d          | dʒ  | ɡ        |         |           |
| Xát           | Xát           |         | s          |     |          |         | h, hʲ     |
| Mũi           | Mũi           | m       | n          | ɲ   | ŋ        |         |           |
| Cạnh lưỡi     | Cạnh lưỡi     |         | l          |     |          |         |           |
| Rung          | Rung          |         | r          |     |          | ʀ       |           |
| Bán nguyên âm | Bán nguyên âm | w       |            | j   |          |         |           |

### Nguyên âm
Tiếng Melanau có các nguyên âm sau.
|       | Trước | Giữa | Sau làm tròn |
| ----- | ----- | ---- | ------------ |
| Cao   | i     |      | u            |
| Trung | ɛ     | ə    | ɔ            |
| Thấp  |       | a    |              |